# Чеська Соціалістична Республіка
Чеська Соціалістична Республіка, ЧСР (чеськ. Česká socialistická republika; ČSR) — офіційна назва Чехії в 1969—1990 роках. ЧСР була  членом чехословацької федерації. Столиця — місто Прага.
В адміністративному плані республіка поділялась на 7 областей: (Північно-, Західно-, Південно-, Східно- і Центральночеську, Північно- і Південно-Моравську), а також місто Прага республіканського підпорядкування. Парламент — Чеська національна рада.
Після падіння соціалізму в березні 1990 року слово «соціалістична» було прибрано з назви республіки і вона стала називатись Чеською Республікою. З 1 січня 1993 року, після розпаду Чеської і Словацької Федеративної Республіки, Чеська Республіка (Česká republika) стала незалежною.

## Дивись також
- Словацька Соціалістична Республіка